# TID - Museum for Odense

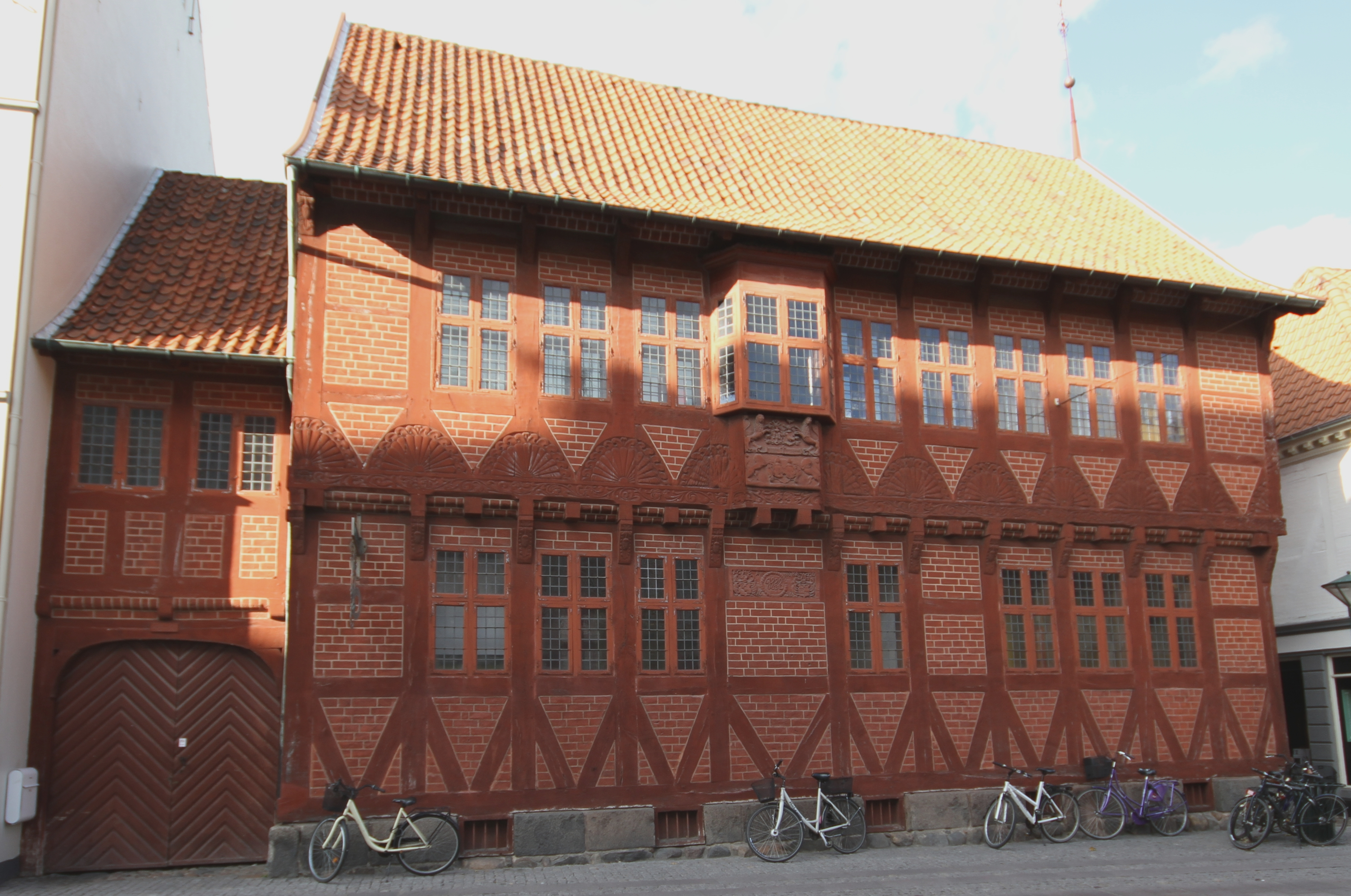

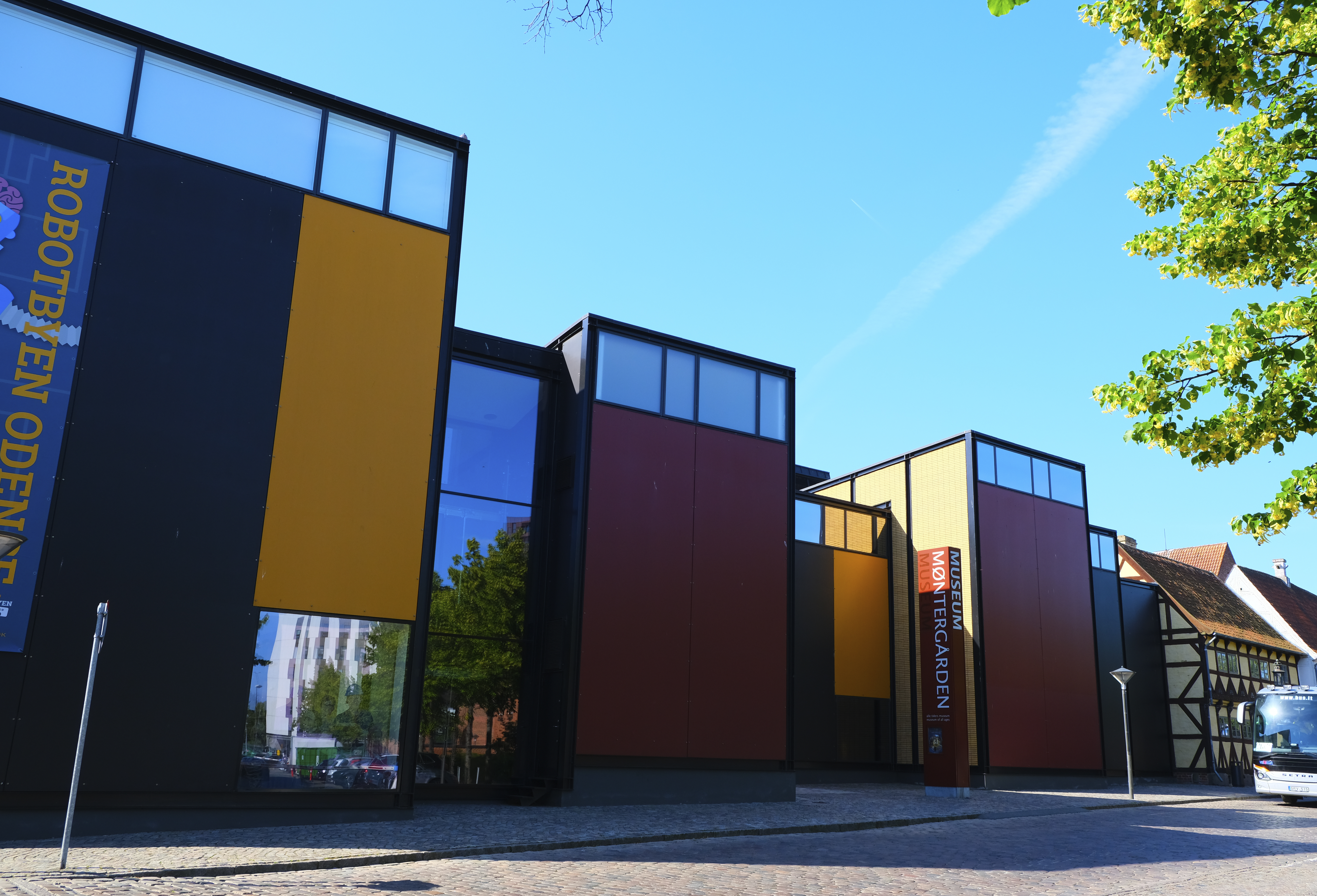

TID - Museum for Odense is een cultuurhistorisch museum in het Deense Odense. Het museum bestaat uit verschillende gebouwen, waaronder de Møntergården uit 1646 en een nieuwbouw uit 2013. De nieuwbouw werd gebouwd vanaf 2010 na een donatie van het A.P. Møller-fonds.
In het museum wordt de geschiedenis van Odense en Funen belicht met de tentoonstelling "Fyn - midt i verden", en verder met tentoonstellingen over Odense in de middeleeuwen en de renaissance.
Het museum ligt aan de toeristische vikingroute 'The Rise and Fall of the Vikings'.